# Henkel KGaA

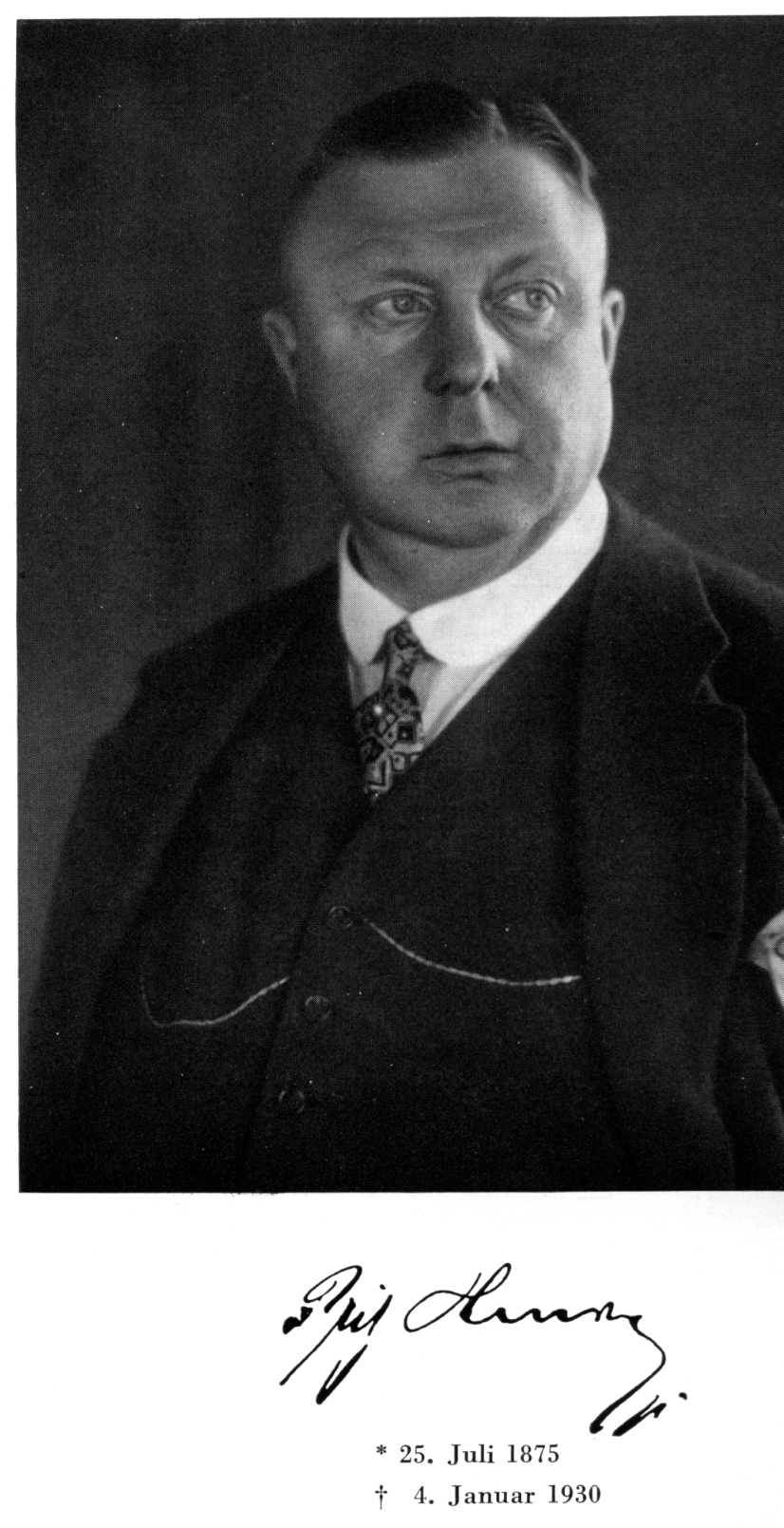
oprichter Fritz Henkel

Henkel KGaA is een Duits multinationaal bedrijf en werd opgericht in 1876.

## Activiteiten
Henkel is actief in de volgende drie sectoren:
- wasmiddelen en detergenten;
- cosmetica en hygiëne
- kleefstoffen en lijmen, zowel voor huishoudelijk als voor industrieel gebruik

De kleefstoffen en lijmen zijn de belangrijkste activiteit en vertegenwoordigen een aandeel van 45% in de totale omzet in 2020. De was- en schoonmaakmiddelen hebben een omzetaandeel van 35%, waardoor er 20% resteert voor de cosmetica. De meeste omzet, ruim 40%, wordt gerealiseerd in opkomende landen, een derde in West-Europa en een kwart in Noord-Amerika.
Bekende merknamen van Henkel zijn onder andere Persil, Silan, Pritt, Pattex en Fa. Ook Schwarzkopf (haarverzorgingsproducten) en Loctite (lijmen) behoren tot Henkel.
Het bedrijf stelt wereldwijd zowat 50.000 mensen tewerk. De hoofdzetel bevindt zich in Düsseldorf. De aandelen staan genoteerd op diverse aandelenbeurzen, maar de handel op de Frankfurter Wertpapierbörse is het meest liquide. Henkel maakt onderdeel uit van de DAX-aandelenindex. Per eind 2020 had de familie Henkel nog een belangrijke stem in het beleid van de onderneming, zij hadden tezamen 61% van de stemgerechtigde aandelen in handen.

## Henkel in de Benelux
In België heeft Henkel vestigingen te Brussel en Westerlo. Van 1935 tot 2002 was er een fabriek in Herent. In Nederland bevinden zich vestigingen te Nieuwegein bij Jutphaas (vanaf 1932), Zutphen en Scheemda.

## Geschiedenis

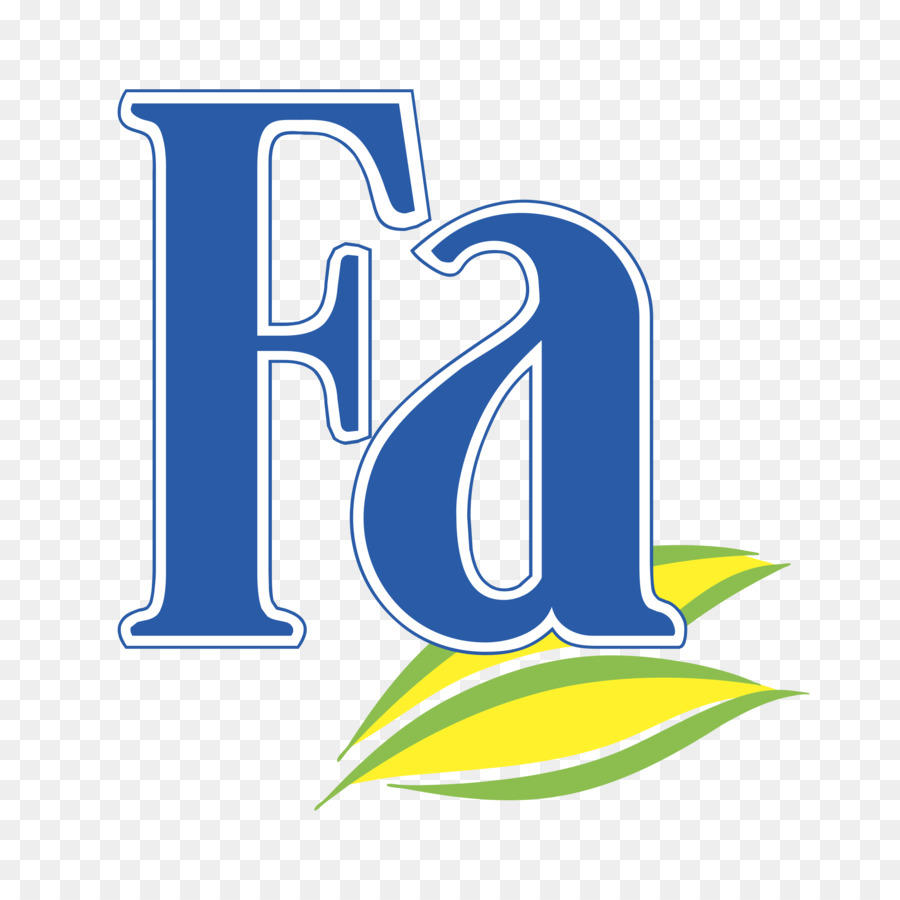
Logo van Fa

Henkel & Cie werd op 26 september 1876 opgericht in Aken door Fritz Henkel, samen met twee partners. Hun eerste product was een "universeel wasmiddel", op basis van silicaat. In 1878 brachten ze "Henkel's Bleich-Soda" op de markt, op basis van waterglas en soda. In dat jaar verplaatsten ze hun onderneming naar Düsseldorf. In 1879 werd Fritz Henkel alleen eigenaar van het bedrijf.
Enkele data uit de verdere geschiedenis van het bedrijf:
- 1907: introductie van Persil waspoeder
- 1910: oprichting van een glycerine-fabriek
- 1913: eerste buitenlandse vestiging in Zwitserland
- 1922: begin van de productie van lijmen, eerst voor eigen gebruik; de verkoop start in 1923
- 1932: productie van Persil in Nederland (Nederlandsche Persil Maatschappij in Jutphaas)
- 1935: productie van Persil in België (Herent) - deze fabriek ging in 2002 dicht
- 1935: carboxymethylcellulose gepatenteerd als grondstof voor lijmen
- 1950: kleefstoffen op basis van polyvinylacetaat
- 1954: introductie van Fa zeep
- 1955: introductie van Pattex lijmen
- 1957: introductie van Dixan (het eerste wasmiddel speciaal voor trommelwasmachines, met schuimbestrijdend middel)
- 1966: introductie van de wasmiddelen Dato en Weisser Riese (Witte Reus)
- 1969: introductie van Pritt kleefstiften en Vernel wasverzachter
- 1970: introductie van Dixi afwasmiddel
- 1973: octrooiaanvraag voor Sasil (zeoliet A) als fosfaatvervanger in detergenten
- 1975: "Henkel GmbH" wordt "Henkel KGaA" (Kommanditgesellschaft auf Aktien), de holding maatschappij van de Henkel Groep die inmiddels uit 70 bedrijven bestaat
- 1975 Omstreeks deze tijd komt het fosfaatarme wasmiddel Witte Reus op de markt
- 1979: introductie van Thera-Med tandpasta
- 1985: Henkel-aandelen worden op de beurs verhandeld
- 1986: Fosfaatvrije Persil
- 1995: overname van Schwarzkopf (cosmetica)
- 1997: overname van Loctite (lijmen)
- 1999: Alle chemische activiteiten van Henkel worden ondergebracht in een zelfstandig bedrijf, Cognis BV met zetel in Roermond.
- 2001: de chemiedivisie Cognis wordt verkocht voor 2,5 miljard euro aan de investeringsmaatschappijen Schroder Ventures en Goldman Sachs Capital Partners. De opbrengst wordt gebruikt voor schuldenvermindering en uitbreiding van de kernactiviteiten onder de hoofdingen "Brands" (merken) en "Technologies".
- 2002: wereldwijde restructurering heeft onder meer tot gevolg dat de productie-eenheid in Herent moet sluiten; meer dan 200 banen gaan hier verloren.
- 2004: overname van The Dial Corporation in Verenigde Staten voor 2,9 miljard dollar; dit was de grootste acquisitie tot nog toe in de geschiedenis van het bedrijf.[2] Dial Corp produceert, dat onder, waspoeders, luchtverfrissers en voedingsmiddelen.[2] Bij Dial Corp werken 2900 mensen en het bedrijf is in 65 landen actief, maar het merendeel van de omzet wordt op de Amerikaanse markt behaald. In 2002 realiseerde Dial Corp een omzet van 1,3 miljard dollar.[2]
- 2011: In april kregen twee wasmiddelenfabrikanten, Procter & Gamble en Unilever, van de Europese Commissie een boete van in totaal 315 miljoen euro.[3] Samen met Henkel hebben ze van 2002 tot 2005 een kartel gevormd op de markt voor waspoeders voor huishoudelijk gebruik. Henkel kreeg geen boete omdat het bedrijf het bestaan van het kartel aan de Commissie onthulde.[3]
- 2016: overname van het Amerikaanse wasmiddelenbedrijf Sun Products voor 3,2 miljard euro.[4] Sun Products heeft met merken zoals All en Sun een omzet van 1,4 miljard euro per jaar en Henkel een omzet van 3,6 miljard euro in het land.[4] Henkel is na Procter & Gamble de grootste partij op dit gebied in de Verenigde Staten.[4]
- 2018: Hoofdsponsor van Fortuna Düsseldorf